# آبشار آبگرم

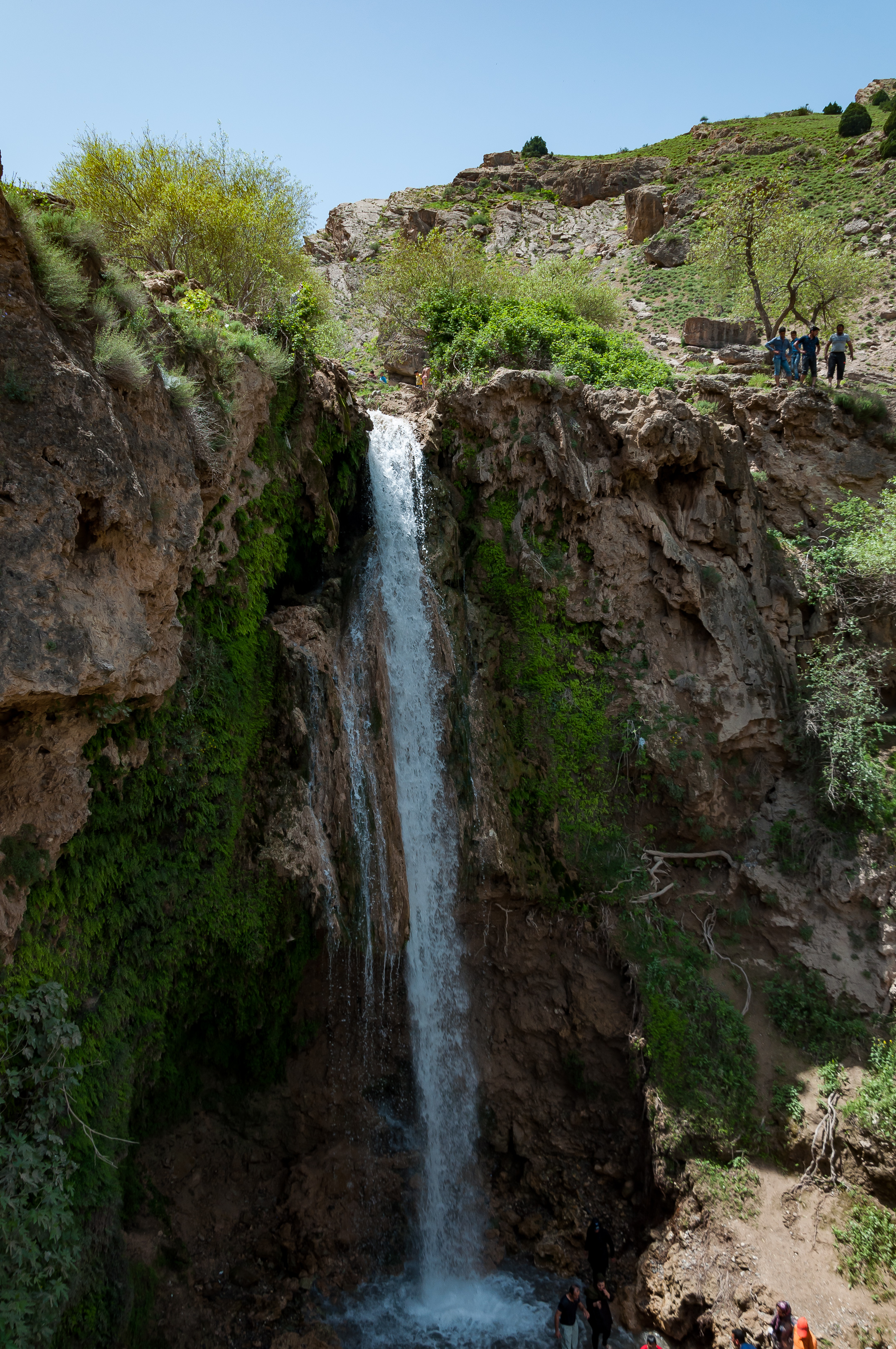
آبشار آبگرم در تابستان

آبشار آبگرم، این آبشار در مجاورت روستای آبگرم در ۷۵ کیلومتری شهرستان کلات است. برای رسیدن به آبشار، پس از عبور از روستای آبگرم، در مسیری که امکان تردد وسایل نقلیه سبک وجود ندارد، پس از طی کردن راهی حدود نیم ساعت به آبشار زیبای آبگرم خواهید رسید.
نام این آبشار از روستای ابگرم که دارای چشمه‌های آبگرم زیاد هست، گرفته شده‌است.